# Libanotis eriocarpa
Libanotis eriocarpa là một loài thực vật có hoa trong họ Hoa tán. Loài này được Schrenk mô tả khoa học đầu tiên năm 1843.